# The Holocaust History Project
The Holocaust History Project (THHP) è un'organizzazione senza scopo di lucro inattiva con sede a San Antonio, in Texas. Sul sito web archiviato è disponibile una selezione completa di documenti, registrazioni, fotografie e saggi riguardanti l'Olocausto, la negazione dell'Olocausto e l'antisemitismo. A partire dal 2016 il sito web non è più disponibile online sebbene l'intero contenuto sia accessibile tramite le diverse centinaia di acquisizioni in Internet Archive. A partire da aprile 2016, la ONG francese e il progetto phdn.org hanno rimesso online una copia quasi completa del sito web originale.
Il progetto divenne noto per le sue confutazioni del rapporto Leuchter e del rapporto Rudolf: da allora ha assistito alla difesa nel caso Irving vs Lipstadt. THHP si definisce un'organizzazione di "individui interessati che lavorano insieme per educare e informare sull'Olocausto". Alcuni dei membri rimangono anonimi. Il direttore fondatore fu Harry W. Mazal, morto nel 2011.
Tra il materiale online, sono presenti dei saggi su analisi scientifiche e giuridiche, su eventi e persone, sulle testimonianze degli esperti, sui documenti nazisti originali, sulle trascrizioni di molti dei processi di Norimberga, oltre i testi completi di due opere influenti, Auschwitz: Tecnica e funzionamento delle camere a gas di Jean-Claude Pressac e The Nazi Doctors di Robert Jay Lifton, oltre le ampie sezioni sui campi di sterminio di Auschwitz e dell'Operazione Reinhard.
Più di 20 "saggi brevi" presentano una varietà di argomenti, inclusa un'ampia bibliografia relativa all'Olocausto: la sezione dedicata alla negazione dell'Olocausto include lo smascheramento dei negazionisti come David Irving, Ernst Zündel e molti altri.

## Membri
- Mikkel Andersson, consulente informatico
- Yale F. Edeiken, avvocato
- Richard J. Green, Ph.D. , chimico fisico
- Patrick J. Groff, informatico
- Ralf Loserth, informatico
- Andrew E. Mathis, Ph.D., professore a contratto di discipline umanistiche (compreso l'Olocausto), University of the Sciences
- Harry W. Mazal, chimico
- Jamie McCarthy, informatico
- Gord McFee, storico e studioso di storia e letteratura tedesca
- Danny Mittleman,[7] professore associato di sistemi informativi, DePaul University
- Sara Salzman, consulente di marketing
- Nicholas Terry, Ph.D., docente di storia, Università di Exeter
- John Zimmerman, professore associato di contabilità, affari ed economia, Università del Nevada Las Vegas